# Sarah von Neuburg

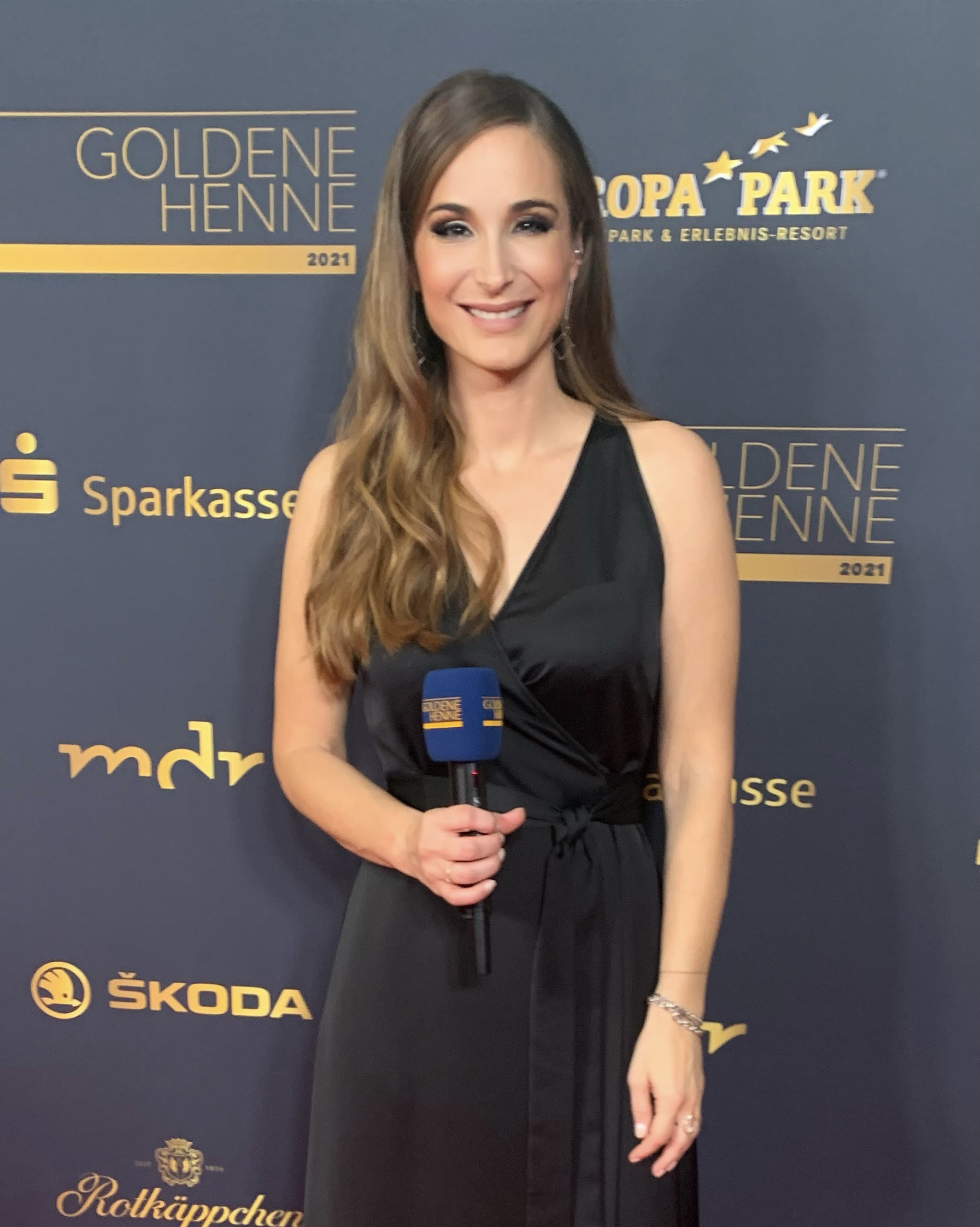
Sarah von Neuburg bei der Goldenen Henne 2021

Sarah von Neuburg (* 25. September 1982 als Sarah Freiin Thumb von Neuburg in Fulda, Hessen) ist eine deutsche Radio- und Fernsehmoderatorin.

## Karriere

### Hörfunk
Sarah von Neuburg begann ihre Karriere 1997 im Hörfunk. Beim Jugendradiosender Sunshine Live moderierte sie unter anderem die Personality Show Sarah-Live. Es folgten Engagements bei big FM und planet more music radio, in denen sie jeweils die Morningshow moderierte. Weitere Stationen waren Hit Radio FFH, radio ffn und RPR1. Gemeinsam mit Lars-Christian Karde verließ sie RPR1 im August 2011 und übernahm mit ihm ab dem 29. August 2011 die MDR-Jump-Morningshow, die in der Hörfunkzentrale des Mitteldeutschen Rundfunks in Halle (Saale) produziert wird.

### Fernsehmoderationen
Beim MDR Fernsehen zählt Neuburg seit 2013 zum festen Moderatorenteam. Zu ihren Engagements zählen: Der rote Teppich sowie die After-Show-Party der Goldenen Henne 2013 bis 2021 mit René Kindermann und Lars-Christian Karde, das Ballgeflüster sowie die Balleröffnung beim Dresdner Semperopernball 2014 bis 2020, die Samstagabendshow vom Laternenfest in Halle gemeinsam mit Marco Schreyl und Lars-Christian Karde 2014 bis 2017, die Kaisermania 2017 bis 2020 aus Dresden mit Roland Kaiser sowie Einsätze auf dem roten Teppich beim Bambi 2013 bis 2018 und als Ringreporterin bei Boxevents von „Sport im Osten“.
Auch bei vielen weiteren Sendungen des MDR ist von Neuburg im Einsatz – wie z. B. bei der Samstagabendshow zum Tag der Deutschen Einheit 2016, der Hüttengaudi mit Florian Silbereisen oder Weihnachten bei uns mit Kim Fisher.
Ein großer Erfolg war das von Sarah von Neuburg und Lars-Christian Karde moderierte MDR Osterfeuer aus Apolda 2018 mit über einer Million Zuschauern. 2019 moderierte sie das MDR Osterfeuer in Zeulenroda-Triebes. Auf Grund der Corona-Pandemie fanden die Shows zu Ostern 2020 und 2021 in Leipzig statt. 2024 fand das MDR Osterfeuer in Plauen statt.
Im Sommer 2019 moderierte Sarah und Lars die Sommereröffnungsshow Sommer bei uns aus Waldheim. Zum 30. Jahrestag des Mauerfalls 2019 führten Sarah und Lars durch die Musikshow Sound der Wende. Im Dezember 2019 moderierten Sarah und Lars die erste MDR Weihnachtsshow unter freiem Himmel – Weihnachten bei uns vom Erfurter Weihnachtsmarkt. 2020 wurde diese Sendung aus Leipzig gesendet. Ebenfalls im Jahr 2020 startete der MDR eine weitere Eventprogrammierung – diesmal zum Valentinstag Mitten ins Herz.
Im August 2015 folgte die erste eigene Vorabendserie im MDR Fernsehen Sommerspaß mit Sarah und Lars. 2016 bis 2021 wurde die Reihe – unter verändertem Titel – jährlich fortgesetzt.
Ihren ersten vollwertigen Moderations-Einsatz für Das Erste hatte von Neuburg 2021 bei der Spendensendung Wir halten zusammen gemeinsam mit Ingo Zamperoni. Bei der Schlagerlovestory 2020 war sie vorher bereits als Hochzeitsmoderatorin an der Seite von Florian Silbereisen  im Einsatz.
Im April 2023 übernahm Sarah von Neuburg als Nachfolgerin von Andrea Ballschuh die Moderation der MDR-Quizsendung Quickie.

### Weitere Moderationstätigkeiten
Außerhalb des MDR ist Sarah von Neuburg vor allem als Off-Air-Moderatorin im Einsatz. So moderierte sie z. B. den Neujahrsempfang für Jenoptik 2016 – sowie das Porsche Sommerfest 2017 und 2018 in Leipzig.

### Schauspielerin
In der KiKA-Serie Schloss Einstein spielte sie sich in Folge 755 in einer Gastrolle selbst.